# Pierre-Yves Polomat
Pierre-Yves Polomat, né le 27 décembre 1993 à Fort-de-France (Martinique), est un footballeur français évoluant actuellement au poste d'arrière latéral. S'il est polyvalent, son côté de prédilection reste le gauche.

## Biographie

### Formation
Né à Fort-de-France en Martinique, formé au début à l'Essor-Préchotain, Pierre-Yves Polomat arrive en métropole en 2008 où il intègre le centre de formation de l'Olympique de Marseille. Il en est renvoyé deux ans plus tard pour raisons extra-sportives. Il rejoint alors les U19 de l'AS Saint-Étienne, avant d'intégrer l'équipe réserve qui évolue en CFA. En mai 2011, il est finaliste de la Coupe Gambardella face à Monaco au Stade de France. Il est de nouveau finaliste malheureux l'année suivante face à l'OGC Nice.

### Débuts à l'ASSE et prêts en Ligue 2
Lors de la saison 2012-2013, Pierre-Yves Polomat joue son premier match en pro en étant aligné lors du 16e de finale de coupe de la Ligue face au FC Lorient, puis en coupe de France contre le SM Caen et le CS Meaux. En mai 2013, il signe son premier contrat professionnel avec Les Verts, pour une durée de trois ans. En janvier 2014, il est prêté à Châteauroux.
En juin 2013, il intègre l'équipe de France des U20 pour disputer la Coupe du monde des moins de 20 ans en Turquie ; il remplace le Sochalien Jérôme Roussillon victime d'une fracture du péroné. La France remporte le tournoi le mois suivant ; Pierre-Yves Polomat y joue deux matchs dont la finale face à l'Uruguay où il remplace Lucas Digne à la 115e minute (score 0-0, victoire aux tirs au but).
Après avoir été prêté une première fois à Châteauroux en janvier 2014, il est de nouveau prêté pour la saison 2014-2015, prenant la direction du Stade lavallois. Selon son entraineur en Mayenne, Denis Zanko, il est sorti "bonifié" de son prêt, Roland Romeyer ne cachant pas lors du mercato d'été 2015 qu'il a reçu "de nombreuses demandes de clubs de L2 qu’il a impressionnés" mais que celui-ci devrait rester à Saint-Étienne dans un rôle de joker. Il connait sa première titularisation en Ligue 1 le 23 août 2015, lors de la 3e journée de championnat, face à Lorient (victoire 1-0 des Verts). Avec les performances moyennes de Benoît Assou-Ekotto en début de saison, l'entraîneur Christophe Galtier décide donc de le titulariser assez régulièrement.
Il participe à son premier match de Ligue Europa le 27 août 2015 en remplaçant Kévin Monnet-Paquet à la 89e minute lors du match de barrage retour face au Milsami Orhei (victoire 1-0).
En juillet 2017, il est prêté pour un an à l'AJ Auxerre. Il inscrit son premier but en pro le 11 novembre 2017 lors d'un match du septième tour de Coupe de France contre le FC Chamalières alors qu'il évoluait à un poste inhabituel de milieu de terrain.
Le 16 mars 2018, lors de la 30e journée de Ligue 2 face à Quevilly-Rouen, il est exclu à la 81e minute pour une bagarre avec son coéquipier Michaël Barreto. À la suite de ce geste, il est mis à pied à titre conservatoire pour une période de 8 jours. Le 31 mars 2018, le club de l'AJ Auxerre décide de rompre le contrat de travail qui le lie au joueur. En cause, des reproches injustifiés, insultes et coups à coéquipier en tant que récidiviste. L’AJA a décidé qu’il était impossible que Pierre-Yves Polomat puisse continuer d’exercer son métier au sein du club.

### Après Saint-Étienne
Le 25 juin 2019, en fin de contrat avec l’AS Saint-Etienne, il s’engage avec le club turc Gençlerbirliği SK, fraîchement promu en Sportoto Süper Lig, pour trois ans.
En 2022 il fait son retour en France, au FC Versailles, club ambitieux de National. Il joue 18 matchs pour sa première saison et les versaillais finissent cinquième de National. Il ne joue pas la saison suivante, étant victime d'une rupture du tendon d'Achilles. En Juillet 2025, après une saison sans club, il s'engage avec l'US Colomiers, club de National 3,. 

## Statistiques
| Saison                | Club                   | Championnat           | Championnat | Championnat | Coupe nationale | Coupe nationale | Coupe de la Ligue | Coupe de la Ligue | Compétition(s) continentale(s) | Compétition(s) continentale(s) | Compétition(s) continentale(s) | Total | Total |
| Saison                | Club                   | Division              | M.          | B.          | M.              | B.              | M.                | B.                | Comp.                          | M.                             | B.                             | M.    | B.    |
| 2012-2013             | AS Saint-Étienne       | Ligue 1               | -           | -           | 2               | 0               | 1                 | 0                 | -                              | -                              | -                              | 3     | 0     |
| 2013-2014             | AS Saint-Étienne       | Ligue 1               | -           | -           | 1               | 0               | -                 | -                 | -                              | -                              | -                              | 1     | 0     |
| Sous-total            | Sous-total             | Sous-total            | -           | -           | 3               | 0               | 1                 | 0                 | -                              | -                              | -                              | 4     | 0     |
| 2013-2014             | LB Châteauroux (prêt)  | Ligue 2               | 3           | 0           | -               | -               | -                 | -                 | -                              | -                              | -                              | 3     | 0     |
| Sous-total            | Sous-total             | Sous-total            | 3           | 0           | -               | -               | -                 | -                 | -                              | -                              | -                              | 3     | 0     |
| 2014-2015             | Stade lavallois (prêt) | Ligue 2               | 17          | 0           | -               | -               | -                 | -                 | -                              | -                              | -                              | 17    | 0     |
| Sous-total            | Sous-total             | Sous-total            | 17          | 0           | -               | -               | -                 | -                 | -                              | -                              | -                              | 17    | 0     |
| 2015-2016             | AS Saint-Étienne       | Ligue 1               | 15          | 0           | -               | -               | 1                 | 0                 | C3                             | 5                              | 0                              | 21    | 0     |
| 2016-2017             | AS Saint-Étienne       | Ligue 1               | 11          | 0           | 2               | 0               | 1                 | 0                 | C3                             | 5                              | 0                              | 19    | 0     |
| 2018-2019             | AS Saint-Étienne       | Ligue 1               | 18          | 0           | 2               | 0               | 1                 | 0                 | 21                             | 0                              |                                |       |       |
| Sous-total            | Sous-total             | Sous-total            | 26          | 0           | 2               | 0               | 2                 | 0                 | -                              | 10                             | 0                              | 40    | 0     |
| 2017-2018             | AJ Auxerre (prêt)      | Ligue 2               | 28          | 1           | 4               | 1               | -                 | -                 | -                              | -                              | -                              | 32    | 2     |
| Sous-total            | Sous-total             | Sous-total            | 28          | 1           | 4               | 1               | -                 | -                 | -                              | -                              | -                              | 32    | 2     |
| Total sur la carrière | Total sur la carrière  | Total sur la carrière | 74          | 1           | 9               | 1               | 3                 | 0                 | -                              | 10                             | 0                              | 96    | 2     |

## Palmarès
- France -20 ans
  - Coupe du monde des moins de 20 ans :
    - Vainqueur : 2013.